# Bande des 13 cm
La bande des 2,3 GHz désignée aussi par sa longueur d'onde, 13 centimètres, est une bande du service radioamateur destinée à établir des radiocommunications de loisir. Cette bande est utilisable en permanence pour le trafic radio local.
Elle est utilisée pratiquement exclusivement en ATV.

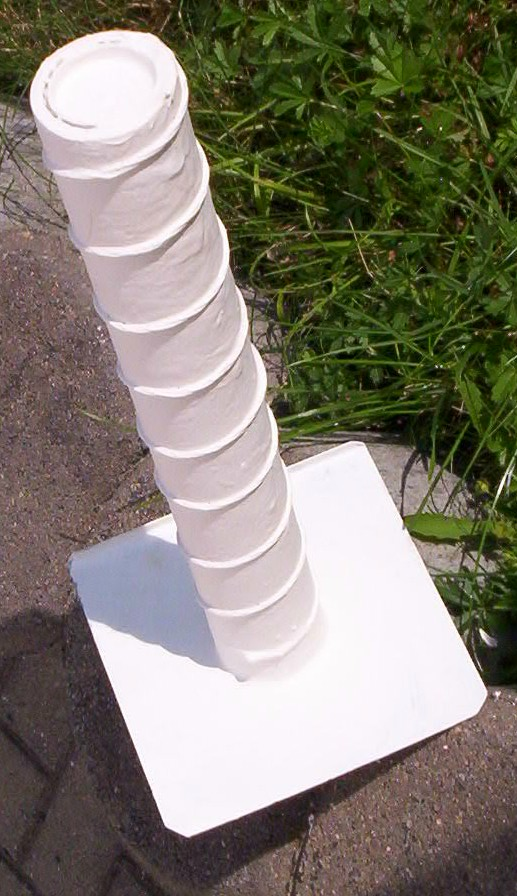
Antenne hélice sur la bande UHF

## La bande des 13 centimètres dans le monde
- la bande des 13 centimètres s'étend de 2300 à 2 450 Mhz [1].

## Historique
- Depuis le 1er janvier 1949 la bande est utilisable par le service d'amateurs [2].

## La manœuvre d’une stationradioamateur
Pour manœuvrer une station radioamateur dans cette bande, il est nécessaire de posséder un Certificat d'opérateur du service amateur de classe HAREC .

## Répartition des fréquences de la bande 2300 à2 450MHzenFrance
| Fréquences en MHz   | Utilisations radioamateur et autres services et modes                                          |
| ------------------- | ---------------------------------------------------------------------------------------------- |
| 2300.000 à 2320.000 | Bandplanning national ou sous-régional en tous modes                                           |
| 2320.000 à 2320.025 | Radioamateurs par réflexion sur la lune en radiotélégraphie "EME" (atténuation en 276 dB) C.W. |
| 2320.025 à 2320.135 | Télégraphie uniquement                                                                         |
| 2320.138            | Radioamateurs en PSK31 (Digimodes)                                                             |
| 2320.140 à 2320.150 | Télégraphie uniquement                                                                         |
| 2320.150 à 2320.200 | Radioamateurs en radiotélégraphie et en radiotéléphonie en C.W./U.S.B.                         |
| 2320.200            | Fréquence d’appel en radiotélégraphie et en radiotéléphonie en C.W./U.S.B.                     |
| 2320.200 à 2320.800 | Radioamateurs en radiotélégraphie et en radiotéléphonie en U.S.B. / C.W.                       |
| 2320.800 à 2321.000 | Balise                                                                                         |
| 2321.000 à 2322.000 | Radioamateurs par relais et mono-fréquence tactique en F.M.                                    |
| 2322.000 à 2355.000 | Télévisions radioamateurs                                                                      |
| 2355.000 à 2365.000 | Radioamateurs, communications digitales et numériques                                          |
| 2365.000 à 2370.000 | Radioamateurs par relais en F.M./Digimodes/numériques                                          |
| 2370.000 à 2392.000 | Télévisions radioamateurs                                                                      |
| 2392.000 à 2400.000 | Radioamateurs, communications digitales et numériques en F.M./Digimodes/numériques             |
| 2400.000 à 2450.000 | Service amateur par satellite et Caméra vidéo 10 mW et détecteur de mouvements 25 mW, Wi-Fi    |
| 2450.000            | Onde radio des fours à micro-ondes, Wi-Fi                                                      |

## Les antennes

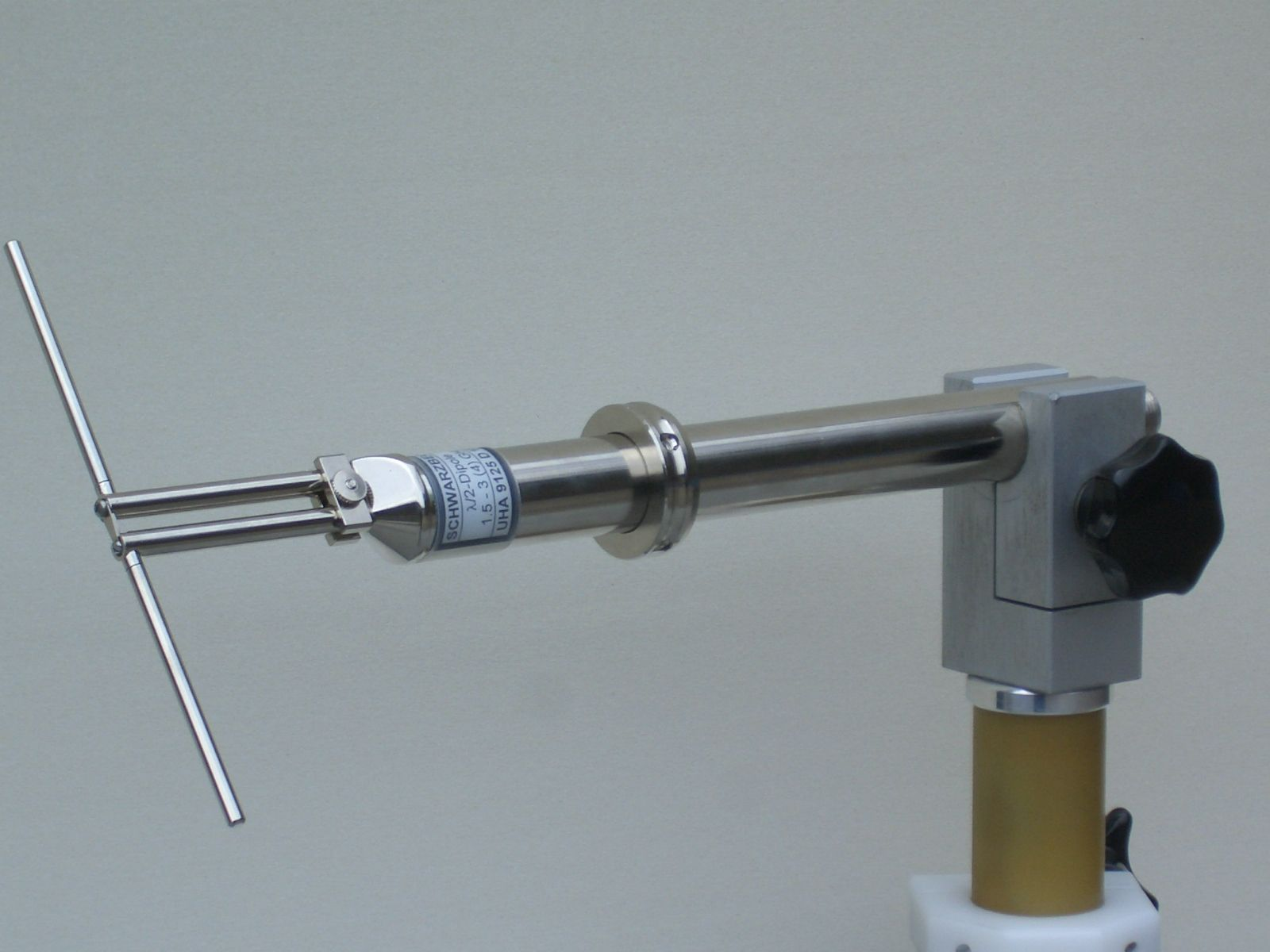
Antenne dipôle 1,5…3 GHz

Les antennes les plus utilisées sur cette bande :
- Antenne Yagi
- Antenne losange
- Antenne log-périodique
- Antenne hélice axiale
- Antenne parabolique
- Réseaux d'antennes
- Antenne colinéaire
- Antenne ground plane
- Antenne fouet
- Antenne dipolaire ou dipôle
- Antenne dièdre
- Antenne patch

## La propagation locale

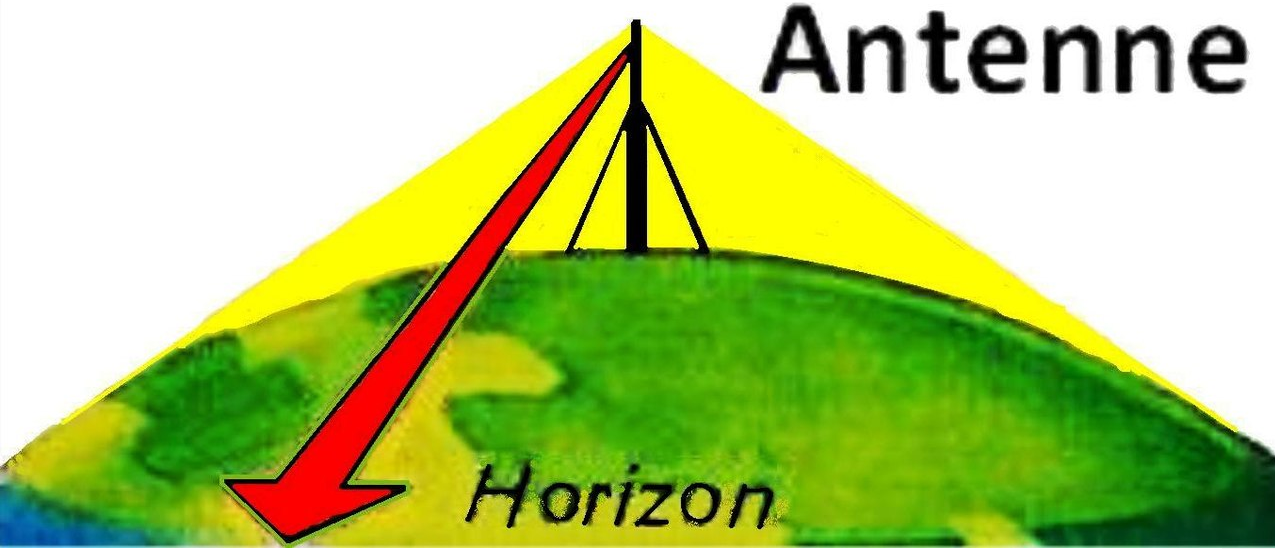
Propagation locale sur la bande UHF

Zone de Fresnel: d est la distance entre l'émetteur et le récepteur.

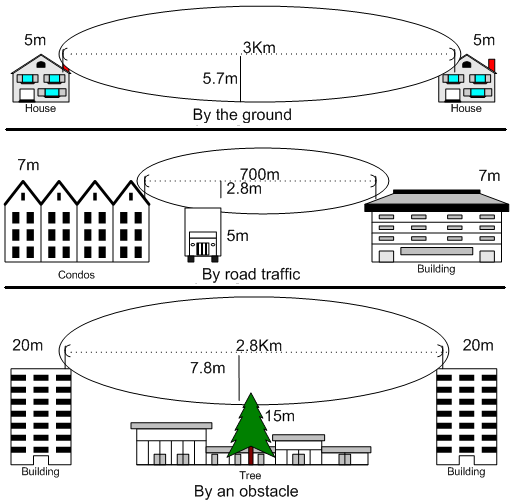
Propagation locale sur la bande UHF

La propagation est dans une zone de réception directe (quelques dizaines de kilomètres) en partant de l’émetteur. 
- La propagation est comparable à celle d’un rayon lumineux.
- Les obstacles sur le sol prennent une grande importance.

## La propagation au-delà de l’horizon
Cependant on observe des réceptions sporadiques à grande distance  :
- Très bonnes réflexions sur les aéronefs vers toutes les stations UHF en vue directe de cet aéronef.
- Très bonnes réflexions sur des bâtiments vers toutes les stations UHF en vue directe de ces bâtiments : (Tour Eiffel, Tour Montparnasse etc.
- "EME" Réflexion volontaire sur la lune vers tous pays en vue directe de cet astre (sans couverture nuageuse).
- Diffusion et réfraction atmosphérique en fonction de certaines conditions.
- Rain scatter dans des cas exceptionnels